# Ásgeir Örn Hallgrímsson
Ásgeir Örn Hallgrimsson (Reykjavík, 17 de fevereiro de 1984) é um handebolista profissional islandês, medalhista olímpico.
Ásgeir Örn Hallgrimsson fez parte do elenco da inédita medalha de prata, em Pequim 2008.